# Кузнецова, Мария Александровна (Герой Социалистического Труда)
Кузнецова Мария Александровна (16 декабря 1930, Кашинский городской округ, Тверская область — 19 августа 2022, Арсеньев, Приморский край) — слесарь-инструментальщик, мастер-наставник Арсеньевского авиационно-производственного предприятия (в настоящее время — ОАО ААК «Прогресс»). Герой Социалистического Труда. Член КПСС с 1971 по 1991 год. Делегат XXVI съезда КПСС.

## Биография
Родилась в крестьянской семье деревни Фоладино Московской области. В средней школе окончила шесть классов. Во время Великой Отечественной войны её отец ушел на фронт в июле 1941 года. Вместе с матерью работала в колхозе, чтобы содержать многодетную семью. В 1945 году, после возвращения отца с фронта, уехала учиться в Москву. Сначала закончила вечернюю школу, затем ремесленное училище № 40.
В 1948 году по комсомольской путёвке приехала в посёлок Семёновка для работы слесарем-инструментальщиком на авиационном заводе № 116. Освоила профессию слесаря шаблонщика. За высокое качество производимой продукции ей было доверено право самоконтроля и именное клеймо качества.
29 марта 1976 года Указом Президиума Верховного Совета СССР за успехи в выполнении заданий девятой пятилетки ей было присвоено звание Героя Социалистического Труда с вручением ордена Ленина и золотой медали «Серп и Молот».
В 1981 году была избрана делегатом XXVI съезда КПСС.
В 1982 году получила право на пенсию, однако продолжала трудиться вплоть до 1994 года. Она работала практически со всем спектром продукции предприятия: от спортивного самолёта Як‑18 до боевого вертолета Ми‑24.
В 2020 году с 90-летним юбилеем её поздравил глава города Арсеньев Владимир Пивень, который вручил ей поздравительные открытки от президента России Владимира Путина и губернатора Приморья Олега Кожемяко.

## Награды
- Орден Ленина — дважды (1971 год и 1976 год)
- Орден Дружбы народов (1981 год)